# 715. pr. Kr.
◄ | 9. stoljeće pr. Kr. | 8. stoljeće pr. Kr. | 7. stoljeće pr. Kr. | ►
◄ | 740-ih pr. Kr. | 730-ih pr. Kr. | 720-ih pr. Kr. | 710-ih pr. Kr. | 700-ih pr. Kr. | 690-ih pr. Kr. | 680-ih pr. Kr. | ►
◄◄ | ◄ | 718. pr. Kr. | 717. pr. Kr. | 716. pr. Kr. | 715 pr. Kr. | 714. pr. Kr. | 713. pr. Kr. | 712. pr. Kr. | ► | ►►
Astronomija

## Događaji
- Numa Pompilije (Numa Pompilius) počeo vladati kao drugi kralj Rima (vladao 715. pr. Kr. – 673. pr. Kr.)

## Smrti
- umro legendarni kralj Rima Romul (Romulus, prvi rimski kralj, kasnije božanstvo Kvirin)
- umro faraon Osorkon IV. (vladao 730. pr. Kr. – 715. pr. Kr.) iz XXIII dinastije